# Bullaepus enoplus
Genre
Espèce
Synonymes
- Gonyleptes enoplus Chamberlin, 1916

Bullaepus enoplus, unique représentant du genre Bullaepus, est une espèce d'opilions laniatores de la famille des Gonyleptidae.

## Distribution
Cette espèce est endémique de la région de Cuzco au Pérou. Elle se rencontre vers San Miguel.

## Description
Le mâle holotype mesure 8 mm.

## Systématique et taxinomie
Cette espèce a été décrite sous le protonyme Gonyleptes enoplus par Chamberlin en 1916. Elle est placée dans le genre Bullaepus par Roewer en 1930.

## Publication originale
- Chamberlin, 1916 : Results of the Yale Peruvian Expedition of 1911. The Arachnida. Bulletin of the Museum of Comparative Zoology, Harvard, vol. 60, no 6, p. 177-299.
- Roewer, 1930 : « Weitere Weberknechte IV. (4. Ergänzung der Weberknechte der Erde, 1923). » Abhandlungen der Naturwissenschaftlichen Verein zu Bremen, vol. 27, p. 341–452.